# Talvitienjärvi (Gällivare socken, Lappland)
Talvitienjärvi är en sjö i Gällivare kommun i Lappland och ingår i Kalixälvens huvudavrinningsområde. Sjön har en area på 0,0514 kvadratkilometer och ligger 467,3 meter över havet.

## Delavrinningsområde
Talvitienjärvi ingår i det delavrinningsområde (748404-172143) som SMHI kallar för Mynnar i Kivijärvi. Medelhöjden är 491 meter över havet och ytan är 12,19 kvadratkilometer. Räknas de 5 avrinningsområdena uppströms in blir den ackumulerade arean 25,78 kvadratkilometer. Vattendraget som avvattnar avrinningsområdet har biflödesordning 3, vilket innebär att vattnet flödar genom totalt 3 vattendrag innan det når havet efter 305 kilometer. Avrinningsområdet består mestadels av skog (68 procent), sankmarker (16 procent) och kalfjäll (12 procent). Avrinningsområdet har 0,13 kvadratkilometer vattenytor vilket ger det en sjöprocent på 1,1 procent.